# رودريغو رودريغيز (ملحن أرجنتيني)
رودريغو رودريغيز (بالإسبانية: Rodrigo Rodríguez)‏ هو ملحن أرجنتيني، ولد في 29 أغسطس 1978 في San Carlos de Bolívar ‏ في الأرجنتين.

## وصلات خارجية
- الموقع الرسمي
- رودريغو رودريغيز على موقع ميوزك برينز (الإنجليزية)
- رودريغو رودريغيز على موقع أول ميوزيك (الإنجليزية)
- رودريغو رودريغيز على موقع ديسكوغز (الإنجليزية)